# تیم پناهندگان پارالمپیک در پارالمپیک تابستانی ۲۰۲۰
تیم پناهندگان پارالمپیک، از ۲۴ اوت تا ۵ سپتامبر ۲۰۲۱ در پارالمپیک تابستانی ۲۰۲۰ در توکیو، ژاپن شرکت می‌کند. این تیم متشکل از شش ورزشکار پناهنده پارالمپیکی است. تشکیل تیم و شش ورزشکار آن در ۳۰ ژوئن ۲۰۲۱ در بیانیه مشترک کمیته بین‌المللی پارالمپیک و کمیساریای عالی سازمان ملل متحد برای پناهندگان اعلام شد. این تیم اولین دوره خود را تحت عنوان ورزشکاران مستقل در دوره قبلی پارالمپیک که شامل دو ورزشکار بود، انجام داد. این تیم اولین تیمی خواهد بود که در جریان رژه کشورها در مراسم افتتاحیه وارد ورزشگاه ملی ژاپن می‌شود.

## نمایندگی
این تیم نماینده هیچ کشور خاصی نیست. آنها نماینده ۸۲ میلیون نفر در سراسر جهان هستند که پناهنده هستند. کمیساریای عالی سازمان ملل متحد برای پناهندگان برآورد می‌کند که ۱۲ میلیون نفر از ۸۲ میلیون پناهنده دارای معلولیت هستند. کمیساریای عالی سازمان ملل متحد برای پناهندگان، فیلیپو گراندی از تشکیل این تیم استقبال کرد.

## شرکت‌کنندگان
اعضای این تیم در ۳۰ ژوئن ۲۰۲۱ توسط کمیته بین‌المللی پارالمپیک اعلام شد. شناگر آمریکایی ایلیانا رودریگز به عنوان سرپرست تیم پارالمپیک پناهندگان انتخاب شد. رودریگز همچنین مفتخر به حمل پرچم در مراسم افتتاحیه شد. رودریگز متذکر شد که توصیه می‌کند که پناهندگان در پارالمپیک شرکت کنند زیرا پارالمپیک توسط لودویگ گاتمن که خود پناهنده بود تأسیس شده بود.
| ورزشکار           | ملیت      | معرفی‌شده از طرف کمیته ملی المپیک | رشته ورزشی   | رویداد                                            |  |
| ----------------- | --------- | -------------------------------- | ------------ | ------------------------------------------------- |  |
| ابراهیم ال حسین   | سوریه     | یونان                            | شنا          |                                                   |  |
| آلیا عیسی         | سوریه     | یونان                            | دو و میدانی  | پرتاب کلاب                                        |  |
| پارفیت هاکیزیمانا | بوروندی   | رواندا                           | تکواندو      | ۶۱ کیلوگرم مردان                                  |  |
| عباس کریمی        | افغانستان | فورت لادردیل، ایالات متحده       | پارا شنا     | اس ۵ کرال پشت ۵۰ متر مردان کرال پشت ۵۰ متری مردان |  |
| انس ال خلیفه      | سوریه     | آلمان                            | پاراکانوئینگ |                                                   |  |
| شهراد نساج‌پور     | ایران     | ایالات متحده آمریکا              | دو و میدانی  | پرتاب دیسک                                        |  |

همه ورزشکاران به جز ابراهیم ال حسین و شهراد نساج‌پور که در پارالمپیک ۲۰۱۶ شرکت کردند، جدید هستند.

## اسپانسر
این تیم توسط کمیته بین‌المللی پارالمپیک از نظر سازمانی پشتیبانی می‌شود، اما از نظر مالی آنها توسط ایربی‌ان‌بی حمایت می‌شوند. ایربی‌ان‌بی هزینه‌های تیم را پوشش می‌دهد و این به ورزشکاران اجازه می‌دهد تا بر تمرینات خود تمرکز کنند. ایربی‌ان‌بی بخش جدیدی برای حمایت از تیم دارد و آنها یک انجمن آنلاین برگزار می‌کنند که در آن ورزشکاران در مورد زندگی خود صحبت می‌کنند. اسیکس لباس‌های تیم را ارائه می‌دهد زیرا این به احساس هویت آنها می‌افزاید. این امر از اهمیت ویژه‌ای برخوردار است زیرا هر یک از آنها نمی‌توانند از پرچم‌های کشور محل تولد خود استفاده کنند. کمیساریای عالی سازمان ملل متحد برای پناهندگان نیز کمک می‌کند و یکی از ورزشکاران تیم، عباس کریمی، به عنوان «حامی برجسته» کمیساریای عالی سازمان ملل متحد برای پناهندگان شناخته شده‌است.